# Lista postaci z mitologii indyjskiej

## Ważniejsze bóstwawedyjskie
- Agni – w wedyjskiej kulturze bóg ognia; żywioł ognia
- Aświnowie – niebianie w postaci braci bliźniaków
- Djaus (inaczej Diw) – personifikacja ducha nieboskłonu,  bóg nieba nad nami, ojciec nieba
- Daksza – mędrzec; zręczny, zdolny
- Indra – bóg uzdrawiającej burzy, władca piorunów, król niebian, władca swargi - nieba, istot dobrotliwych i bohaterskich, pogromca złych mocy i demonów, opiekun wojowników i boskich zastępów
- Jama – pierwszy człowiek, władca śmierci, zarządca dusz zmarłych w zaświatach, nadzorca kar dla grzeszników
- Marutowie – niebiański dwór Waju liczący zwykle 333 dewy
- Mitra – przyjaciel, anioł życzliwości, bóg dobroci w wedach
- Pradźapati – emanacja Brahmana: Pan Wszystkich Stworzeń
- Prythiwi – bogini Ziemia, matka ziemia; żywioł ziemi
- Puszan – żywiciel stworzeń, bóg dawca pokarmu
- Ratri – bogini nocy, panująca nad mocami nocy
- Rudra – bóg przyrody, władca duchów natury
- Śaka – jedno z imion boga Indry
- Sawitar – wedyjski bóg światła słonecznego dającego życie
- Soma – bóg księżyca, napoje liturgiczne
- Surja – bóg słońca, czczony o wschodzie i zachodzie słońca
- Twaszar – bóg wszelkiego rzemiosła i sztuk rękodzielniczych
- Uszas – bogini świtu dnia i uzdrowienia duszy
- Waju – bóg wiatru, w jodze strażnik ścieżki serca
- Waruna – bóg wody i dobrego prawa, ryty
- Wisznu – jeden z trzech głównych bogów w tradycjach indyjskich

Inne ważne postacie z  mitologii wedyjskiej:
- demon Wrytra - demon klasy asura, wróg boga Indry, przez którego został pokonany
- wąż Ahi Bundhnja - wąż głębin, mityczny duch podmorskich głębin

## Ważniejsze bóstwa panteonu hinduistycznego
- Brahma – bóg, stwórca, demiurg, kreator, wraz z Wisznu i Śiwą stanowi hinduską trójcę Trimurti
- Dewi – bogini, dosłownie: światłość, jaśnienie, świetlistość
- Durga – niezwyciężona, niedostępna; bohaterska i wojownicza postać małżonki Śiwy
- Ganeśa – starszy syn boga Śiwy i bogini Parwati, pasterz ganów, pan mądrości
- Ganga – bogini rzeki, dusza rzeki Gangi, wody oczyszczające ze skalań
- Himawanti – bogini, matka Parwati i Gangi
- Kali – groźna i wojownicza forma małżonki Śiwy
- Kryszna – awatara, inkarnacja Wisznu
- Lakszmi – bogini, małżonka  Wisznu; dawczyni bogactwa i dobrobytu
- Lalita – małżonka Śiwy
- Mahadewa – Wielki Anioł, imię Śiwy
- Maja – bogini matka, nadprzyrodzona, iluzoryczna moc
- Parwati – małżonka Śiwy
- Saraswati – małżonka Brahmana; bogini sztuki i nauki
- Śakti – moc, potęga; bogini mocy żeńskiej zasady wszechświata, imię tytularne bogini
- Śiwa – patron joginów
- Śri – bogini dobrobytu, dostatku i szczęścia
- Wisznu – bóg podtrzymania życia

Inne ważne postacie:
- Ananta – nieskończoność, wszechogrom, wąż
- Ardźuna – uczeń awatara Kryszny znany z Bhagawadgity
- Bhima – straszliwy, groźne imię bogów Rudry i Śiwy; także jeden z pięciu braci Pandawów
- Kunti – deifikowana matka trzech z pięciu braci Pandawów (Arjuny, Yudishtry, Bhimy)
- Madri – matka pozostałych dwóch braci (Nakuli i Sahadevy)